# Слёзы в дожде
«Слезы в дожде» (англ. Tears in rain) — это монолог из 42 слов, последние слова персонажа Роя Бэтти (которого играет Рутгер Хауэр) в фильме «Бегущий по лезвию» (1982) режиссёра Ридли Скотта. Написанный Дэвидом Пиплсом и изменённый Хауэром, монолог часто цитируется. Критик Марк Роулендс описал его как «возможно, самый трогательный монолог о смерти в истории кинематографа», и его обычно считают важнейшим моментом в актёрской карьере Хауэра.

## Контекст

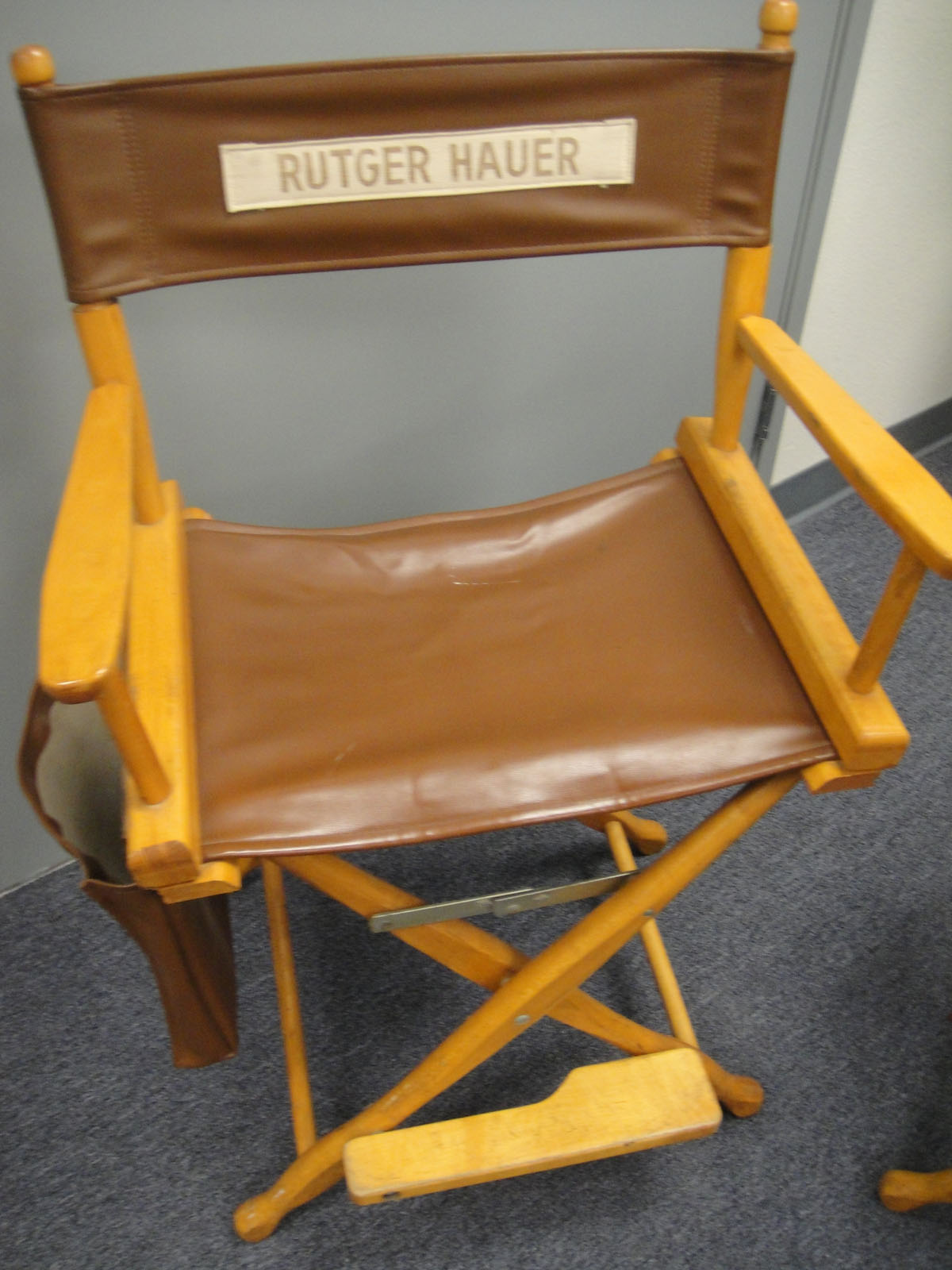
Кресло Хауэра со съемок

Монолог звучит в конце «Бегущего по лезвию», в котором детективу Рику Декарду (которого играет Харрисон Форд) было приказано выследить и убить Роя Бэтти, сбежавшего «репликанта». В погоне по крышам под проливным дождем Декард падает и цепляется руками за металлическую балку. Бетти спрыгивает к Декарду и рассказывает ему о том, что чувствовать постоянный страх и есть быть рабом. Однако, когда Декард срывается, Бетти хватает детектива, спасая ему жизнь. Затем, осознав, что время его жизни подходит к концу, Бетти, обращаясь к ошеломленному Декарду, размышляет о морали и своем собственном опыте, прерываясь на долгие драматические паузы между предложениями:
Я видел такое, что вам, людям, и не снилось. Атакующие корабли, пылающие над Орионом; Лучи Си, разрезающие мрак у ворот Тангейзера. Все эти мгновения затеряются во времени, как... слёзы в дожде... Пришло время умирать.
Оригинальный текст (англ.)I've seen things you people wouldn't believe... Attack ships on fire off the shoulder of Orion... I watched C-beams glitter in the dark near the Tannhäuser Gate. All those moments will be lost in time, like tears in rain... Time to die.

## Сценарий и вклад Хауэра
В документальном фильме «Dangerous Days: Making Blade Runner» Хауэр, режиссер Ридли Скотт и сценарист Дэвид Пиплс подтверждают, что Хауэр значительно изменил финальную речь. В своей автобиографии Хауэр сказал, что просто сократил исходную речь всего на несколько строк, добавив только: «Все эти мгновения затеряются во времени, как слезы в дожде». Одна из наиболее ранних версий Пипплса звучала так:
Я познал приключения, видел места, которые вы, люди, никогда не увидите, я был за пределами Мира и возвращался обратно... границы! Я стоял на задней палубе корабля, направляющегося в Лагеря загрязнения, с потом на глазах, наблюдая, как звезды сражаются на плече Ориона... Я чувствовал ветер в своих волосах, катаясь на испытательных лодках у черных галактик, и видел, как атакующий флот сгорает, как спичка, и исчезает. Я видел это, чувствовал это...
И оригинальный монолог до того, как Хауэр переделал его, был таким:

Я видел такое... видел такое, что вам, людишки, и не снилось. Атакующие корабли, пылающие над Орионом, яркие, как магний... Я летел на задней палубе корабля и видел, как Лучи Си разрезали мрак у ворот Тангейзера. Все эти моменты... они исчезнут.— I've seen things... seen things you little people wouldn't believe. Attack ships on fire off the shoulder of Orion bright as magnesium... I rode on the back decks of a blinker and watched C-beams glitter in the dark near the Tannhäuser Gate. All those moments... they'll be gone
Хауэр описал это как «оперный разговор» и «высокотехнологичную речь», не имеющую отношения к остальной части фильма, поэтому он «вонзил в нее нож» за ночь до съемок без ведома Скотта. После съемок сцены в версии Хауэра члены съемочной группы аплодировали, некоторые даже со слезами на глазах. В интервью Дэну Джолину Хауэр сказал, что эти последние строки показали, что Бэтти хотел «поставить точку в своем существовании … репликант в финальной сцене, умирая, показывает Декарду, из чего сделан настоящий мужчина».
Примечательно, что Рутгер Хауэр умер тоже в 2019 году, как и его герой Рой Бэтти.

## Критика и анализ
Сидни Перковиц, написал в своей монографии Hollywood Science: «Если в научно-фантастическом кино и есть великая речь, то это последние слова Бэтти». Он говорит, что монолог «подчеркивает человеческие признаки репликанта, смешанные с его искусственными способностями». Джейсон Вест в своей книге «Несовершенное будущее: Филип К. Дик в кино» высоко оценил игру Хауэра: «Ловкое выступление Хауэра душераздирающе и нежно показывает воспоминания, переживания и страсти, которые чувствовал Бэтти».
Журналист газеты The Guardian Майкл Ньютон отметил, что «в одном из самых блестящих эпизодов фильма Рой и Декард преследуют друг друга по мрачной квартире, играя в порочную детскую игру в прятки. По мере того, как они это делают, сходство между ними становится явнее — оба охотники и жертвы, оба испытывают боль, оба борются с болящей, похожей на когти рукой. Жизнь Роя завершается актом жалости, который морально возвышает его над корпорациями, которые бы убили его. Если Декард не может видеть себя в другом образе, то Рой может. Белый голубь, который нереалистично взлетает над Роем в момент его смерти, возможно, усиливает символизм; но для меня, по крайней мере, этот момент подразумевает, что в репликанте, как и в самой репликантской технологии кино, остается место для чего-то человеческого» .

### Ворота Тангейзера
Местонахождение «Ворот Тангейзера» в фильме не объясняется. Возможно, название происходит из оперной адаптации Рихарда Вагнера легенды о средневековом немецком рыцаре и поэте Тангейзере. С тех пор этот термин повторно использовался в других поджанрах научной фантастики.
Джоан Тейлор в статье, посвященной нуару и его эпистемологии, отмечает связь между оперой Вагнера и отсылкой к Бэтти и предполагает, что Бэтти ассоциирован с Тангейзером Вагнера, персонажем, который потерял благодать перед людьми и Богом. И человек, и Бог, как она утверждает, являются существами, судьба которых находится вне их собственного контроля.

## Отсылки
В самой сцене есть отсылка (спасение своего врага Рика Декарда, проткнутая гвоздём рука Роя Бэтти, разговор в дожде, белый голубь символ Святого Духа) к образу и словам Иисуса Христа из Евангелия от Матфея 5:43-45: «Вы слышали, что сказано: люби ближнего твоего и ненавидь врага твоего. А Я говорю вам: любите врагов ваших, благословляйте проклинающих вас, благотворите ненавидящим вас и молитесь за обижающих вас и гонящих вас, да будете сынами Отца вашего Небесного, ибо Он повелевает солнцу Своему восходить над злыми и добрыми и посылает дождь на праведных и неправедных.».
Когда сводный брат Дэвида Боуи Терри Бернс покончил жизнь самоубийством в 1985 году, записка, прикрепленная к розам, которую Боуи (фанат «Бегущего по лезвию») отправил на его похороны, гласила: «Ты видел больше вещей, чем мы можем себе представить, но все эти мгновения будут потеряны, как слезы, смытые дождем. Благослови тебя Бог. — Дэвид.»
В фильме «Солдат» (1998), сценарий которого был написан соавтором сценария «Бегущего по лезвию» Дэвидом Пиплсом и который, по мнению Пипплса, происходит в той же вселенной, что и «Бегущий по лезвию», есть отсылка к сцене, когда выясняется, что персонаж Курта Рассела сражался в битве у ворот Тангейзера.
В фильме Тони Скотта «Домино» у героини Киры Найтли на затылке есть татуировка с надписью «Слезы в дожде». Это дань уважения его брату Ридли Скотту, снявшему «Бегущий по лезвию».
В первом сезоне ремейка «Ковбой Бибоп» от Netflix, в восьмом эпизоде, Пьеро Ле Фу пересказывает монолог «Слезы в дожде». Позже Джет Блэк спрашивает Спайка Шпигеля, служил ли он на плече Ориона или у Врат Тангейзера.
В компьютерной игре Cyberpunk 2077 (2020) есть несколько отсылок к финальной сцене «Бегущего по лезвию». На крыше заброшенного отеля Advocet в деловом центре находится тело неизвестного, внешность которого полностью скопирована с Роя Батти. При приближении главного героя к телу из рук неизвестного взлетает белый голубь. Во время подъема на крышу здания на лифте, независимо от времени суток и погодных условий, наступает ночь и начинается дождь, а за спиной тела неизвестного находится неоновая надпись «Like Tears», отсылающая к монологу Роя Батти. Еще одна прямая отсылка к монологу Батти находится на территории колумбария Найт-Сити — ячейка с именем Роя Батти и эпитафией, содержащей заключительный фрагмент монолога.
В сериале «Королевство» Ларса фон Триера, в третьем сезоне, в третьей серии, во время суда, судья Анденсон начинает процесс с фразы — «Я видел как лучи отчаяния бились в темноте у врат Тангейзера».
В компьютерной игре Stellaris в случайной звёздной системе можно обнаружить объект «Врата Тангейзера». С этим объектом нельзя как либо взаимодействовать, а его модель настолько мала, что заметить её довольно тяжело.